# 松原耕二
松原 耕二（まつばら こうじ、1960年8月12日 - ）は、日本のニュースキャスター、作家。元TBSテレビ報道局記者。血液型はA型。

## 経歴
山口県下関市生まれ。福岡県立修猷館高等学校、早稲田大学政治経済学部卒業後、東京放送（現：TBSホールディングス）に入社、報道局社会部記者となる。在任期間中の1989年に『筑紫哲也 NEWS23』の立ち上げにディレクターとして参加、1991年には朝のニュース番組『JNNニュースコール』のニュースキャスターに就任した。1992年から1995年まで『JNN報道特集』ディレクターを務めたのち、報道局経済部記者を経て、1997年に前任の報道局政経部（現：報道局政治部）記者・杉尾秀哉の後任で夕方のニュース番組『JNNニュースの森』平日版の3代目メインキャスターに就任する。この間 TBS報道局政治部記者・門脇利枝キャスター、進藤晶子アナウンサー（当時）、小川知子アナウンサーとコンビを組んだ（ただし小川アナウンサーとは6カ月間コンビを組んだ）。2001年にメインキャスターを退任して『JNNニュースの森』編集長に前任の杉尾秀哉と入れ違いで就任、3年間在籍した（後任のメインキャスターは前任の杉尾秀哉にバトンタッチ）。2004年に渡米し『JNNニューヨーク支局』長に就任。4年間在籍。
2008年に帰国してからは、報道局プロデューサーとして『サンデーモーニング』や『サタデーずばッと』を担当。2010年から2012年3月までは夜のニュース番組『NEWS23X』のメインキャスターを担当した。2011年、初の長編小説『ここを出ろ、そして生きろ』（新潮社）を刊行し、作家としてデビュー。2012年に報道局解説委員に就任し、2013年にはBS-TBSのスペシャルコレスポンデント（特派記者）に就任。さらに同年、小説家として第2作目となる報道局を舞台とするインタビューをめぐる長編小説『ハードトーク』（新潮社）を刊行。
2014年、制作したドキュメンタリー『フェンス〜分断される島・沖縄』で第40回放送文化基金賞優秀賞を受賞する。2015年、BS-TBSの報道番組『週刊報道LIFE』のメインキャスターに就任した。2018年10月、BS-TBSの大型報道番組『報道1930』のメインキャスターに就任。2020年8月31日、TBSを定年退職した。なお、引き続き『報道1930』『サンデーモーニング』の出演は続けるとしている。2021年4月、橋田賞を受賞。

## 実績

### 主な取材
『報道局社会部記者』時代
- (日航ジャンボ機墜落事故)
- (国鉄分割民営化)
- (リクルート事件)
- (地球サミット)
- (オウム真理教事件)

『報道局経済部記者』時代
- (ソフトバンク社長へのインタビュー)

『JNNニュースの森』メインキャスター時代
- (和歌山カレー毒物混入事件)
- (アメリカ同時多発テロ事件)

『JNNニューヨーク支局長』時代
- (アメリカ大統領選挙)

『NEWS23X』メインキャスター時代
- (東日本大震災)

## 著書

### 小説
- 『ここを出ろ、そして生きろ』（新潮社、2011/10/21）
- 『ハードトーク』（新潮社、2013/09/20）
- 『記者の報い』（文春文庫、2016/02/10）

### ノンフィクション・コラム
- 『勝者もなく、敗者もなく』（幻冬舎、2000/08/01）（幻冬舎文庫、2011/11/10）
- 『ぼくは見ておこう ニュースな人たちが教えてくれた生きるヒント25』（プレジデント社、2011/12/05）
- 『聞く力 話す力 インタビュー術入門』（河出書房新社、2015/11/17）
- 『反骨 翁長家三代と沖縄のいま』（朝日新聞出版、2016/07/07）
- 『本質をつかむ聞く力』（筑摩書房、2018/06/06）

## 過去の出演番組

### レギュラー番組
| 期間       | 期間      | 番組名                              | 役職                          | 備考                                                      |
| ---------- | --------- | ----------------------------------- | ----------------------------- | --------------------------------------------------------- |
| 1991年4月  | 1992年3月 | JNNニュースコール（TBS）            | 木・金曜日担当キャスター      | 同局報道局の肩書きでニュースキャスターとして出演          |
| 1997年10月 | 2001年9月 | JNNニュースの森（TBS）              | 平日版メインキャスター        | 同局報道局の肩書きでニュースキャスターとして出演          |
| 2010年4月  | 2012年3月 | NEWS23X（TBS）                      | メインキャスター              | 同局報道局の肩書きでニュースキャスターとして出演          |
| 2010年4月  | 2013年3月 | Nスタ（TBS）                        | 金曜日5時台でのコメンテーター | 同局報道局の肩書きでニュースキャスターとして出演          |
| 2013年4月  | 2015年3月 | 週刊BS-TBS報道部 (BS-TBS)           | スペシャルコレスポンデント    | 同局報道局の肩書きでニュースキャスターとして出演          |
| 2015年4月  | 2018年9月 | 週刊報道LIFE（BS-TBS）              | メインキャスター              | 同局報道局の肩書きでニュースキャスターとして出演          |
| 2017年8月  | 現在      | サンデーモーニング（TBS→TBSテレビ） | パネリスト                    | 2020年8月の同局定年退職後も引き続きフリーとして出演を継続 |
| 2018年10月 | 現在      | 報道1930（BS-TBS）                  | メインキャスターおよび編集長  | 2020年8月の同局定年退職後も引き続きフリーとして出演を継続 |

### 特別番組
- JNN票決!ライブ'98・2000・2001（1998年7月12日・2000年6月25日・2001年7月29日、TBS）- キャスター
- 乱!参院選2010（2010年7月11日、TBS）- 第3部 - 第5部メインキャスター
- 民主党代表選 報道特別番組（2010年9月14日、TBS）- メインキャスター
- 東日本大震災　報道特別番組（2011年3月11日 - 3月15日、TBS）- メインキャスター[3]

### 映画
- ファーストラヴ(2021年2月11日公開) -

「報道1930」キャスター役